# Marisa Field
Marisa Field (* 10. Juli 1987 in Comox) ist eine kanadische Volleyballspielerin.

## Karriere
Field begann ihre sportliche Karriere im Alter von drei Jahren mit Ballett und Jazz Dance. An der High School kam sie schließlich zum Volleyball. Mit der Mannschaft der University of British Columbia gewann sie zweimal in Folge die CIS-Meisterschaft. Die kanadische Nationalspielerin wurde bei den NORCECA-Meisterschaften 2011 jeweils als beste Mittelblockerin ausgezeichnet. Von 2010 bis 2012 spielte Field beim deutschen Bundesligisten Envacom Volleys Sinsheim. Nach einer Saison in Frankreich bei Istres Ouest Provence Volley-Ball spielte Field 2013/14 wieder in der Bundesliga bei den VolleyStars Thüringen.